# Vladimír Eliáš
Vladimír Eliáš (17. ledna 1903 Vysoké Chvojno – 8. května 1945 Pardubice) byl český důstojník a oběť druhé světové války.

## Život
Narodil se do rodiny rolníka a hospodského v obci Vysoké Chvojno a navštěvoval základní školu v Holicích. Maturoval na střední hospodářské škole v Chrudimi. Poté zakoupil cihelnu v obci Chvojenec. Kvůli hospodářské krizi ve 30. letech musel provoz cihelny ukončit a stal se tajemníkem cihlářského kartelu a poté úředníkem pardubického magistrátu. Později vstoupil do Československé armády a účastnil se manévrů ve Vysokém Mýtě a ve Vimperku. Taktéž se zúčastnil vojenského překážkového dostihu Velké pardubické. V té době se také oženil, s manželkou Annou měl pět synů.
Po rozpuštění armády se vrátil na pardubický magistrát, odkud se aktivně účastnil odboje. Vydával takzvané České noviny, ve sklepeních radnice zřídil tajný sklad zbraní a munice, organizoval lékařskou pomoc partyzánům. Dne 8. května 1945 byl vyzván, aby spolu s dalšími důstojníky převzal kontrolu nad důležitými objekty města. Ovšem když se o to pokusil, byl, snad nešťastnou náhodou, zraněn německým obrněným vozidlem. Zraněním zakrátko podlehl.

## Ocenění
Na jeho památku byla v roce 1991 přejmenováním Spojovací ulice v Polabinách III na ulici Npor. Eliáše a pardubická základní škola ZŠ Pardubice – Polabiny byla přejmenována na Základní škola Pardubice – Polabiny, Npor. Eliáše 344.